# «Торонто Мейпл Лифс» в сезоне 2014/2015
Сезон 2014/15 был для «Торонто Мейпл Лифс» 98-м в НХЛ. Команда во второй раз подряд и в девятый из десяти последних сезонов не смогла выйти в плей-офф. В середине сезона был уволен главный тренер Рэнди Карлайл, а по завершении — генеральный менеджер Дэйв Нонис и исполнявший обязанности главного тренера Питер Хорачек.

## Межсезонье
В первый день драфта 2014 «Торонто» и «Сент-Луис Блюз» совершили обмен. Карл Гуннарссон стал игроком «Блюз», а в обратном направлении отправились защитник Роман Полак и 94-й общий выбор на текущем драфте.
На драфте НХЛ, состоявшемся 27 и 28 июня, «Торонто» впервые в своей истории не выбрал ни одного канадского хоккеиста.
30 июня клуб выкупил контракт защитника Тима Глисона. Данный выкуп стал уже третьим после локаута, поэтому часть зарплаты будет учитываться под потолком зарплат.
11 июля помощниками главного тренера были назначены Питер Хорачек и Стив Спотт. Хорачек до этого был исполняющим обязанности главного тренера «Флориды Пантерз», а Спотт возглавлял фарм-клуб «Торонто» в АХЛ — «Торонто Марлис». Новым главным тренером «Торонто Марлис» стал Горд Динин, который до этого в течение пяти лет работал помощником главного тренера «Марлис». На посту его ассистента остался уже работавший вместе с Динином Дерек Кинг. Вторым помощником Динина 5 августа был назначен Бен Саймон, до этого работавший главным тренером клуба ECHL «Цинциннати Сайклонс».
22 июля 28-летний Кайл Дубас, до этого работавший генеральным менеджером клуба ОХЛ «Су-Сент-Мари Грейхаундс», был назначен ассистентом генерального менеджера. Одновременно с этим вице-президент по хоккейным операциям Дэйв Пулен и ассистент генерального менеджера Клод Луазель были освобождены от занимаемых должностей.
22 июля нападающий Дэвид Бут заключил годичный контракт с клубом. До этого контракт Бута был выкуплен «Ванкувером». Сам Бут объяснил свой переход в «Торонто» близостью к дому (он родом из Детройта), а также возможностью «оживить» свою карьеру после трёх неудачных сезонов в «Ванкувере».
28 июля годичный контракт с «Торонто» подписал нападающий Даниэль Уинник.
31 июля Дэйв Нонис объявил о продлении соглашения об аффилировании с клубом ECHL «Орландо Солар Бэрс». По этому соглашению «Орландо», в сезоне 2013/14 бывший одновременно фарм-клубом «Торонто» и «Миннесоты Уайлд», становился фарм-клубом только «Торонто» на два года.
19 августа ассистентом генерального менеджера был назначен Брэндон Придэм. До этого Придэм работал старшим директором центрального реестра и старшим советником в Центральном скаутском бюро.
22 октября на должность директора по развитию игроков был назначен Марк Хантер, который до этого был владельцем, вице-президентом и генеральным менеджером клуба ОХЛ «Лондон Найтс». Хантер стал ответственным за скаутинг и развитие игроков.

## Регулярный сезон
В начале сезона состав «Торонто» пополнил словацкий нападающий Рихард Паник, до этого выставленный на драфт отказов «Тампой».
31 октября, в матче против «Коламбуса», нападающий Джоффри Лупул сломал руку, из-за чего был вынужден пропустить три недели.
7 ноября 20 матчевую дисквалификацию за употребление допинга получил нападающий Картер Эштон.
6 января был уволен главный тренер Рэнди Карлайл. К этому времени «Торонто» набрал 45 очков и занимал четвёртое место в Восточной конференции, на одно очко отставая от занимавшего третье место «Бостона». Всего под руководством Карлайла «Торонто» провел 188 матчей (91 победа, 78 поражений и 19 поражений в овертаймах или по буллитам). 7 января Питер Хорачек, занимавший пост помощника главного тренера, был назначен исполняющим обязанности главного тренера до конца сезона. В тренерский штаб вошёл Стив Стэйос, который также занимает должность менеджера по развитию игроков.
Нападающий Фил Кессел 10 января вошёл в список игроков, которые примут участие в матче всех звёзд НХЛ.
12 января, в матче против «Лос-Анджелес Кингз», началась серия поражений, составившая 11 матчей (0-10-1) и ставшая новым антирекордом клуба за всю историю выступлений в НХЛ. Завершилась серия победой над «Эдмонтон Ойлерз» 7 февраля.
26 февраля «Торонто» совершил обмен нападающими с «Коламбусом». В «Блю Джекетс» отправился Дэвид Кларксон в обмен на Натана Хортона. Хортон пропустил часть прошлого сезона и полностью текущий из-за травмы. Контракт Хортона (4 млн до 2019 года) не будет учитываться в зарплатной ведомости, поскольку игрок находится в списке травмированных.
2 марта «Торонто» обменял защитника Корбиниана Хольцера в «Анахайм Дакс» на защитника Эрика Брюэра и выбор в пятом раунде драфта 2016 года. 23 марта Брюэр провел 1000 матч в НХЛ. Он стал трёхсотым игроком НХЛ, кому удалось перешагнуть рубеж в 1000 матчей. Перед юбилейной игрой против «Миннесоты Уайлд» Эрику Брюэру были вручены памятные подарки: серебряная клюшка, часы Ролекс и кристалл Тиффани.
8 марта из-за травмы плеча был вынужден досрочно закончить сезон защитник Стефан Робида. На следующий день стало известно, что другой игрок обороны Роман Полак также пропустит остаток сезона из-за операции по удалению грыжи.
18 марта «Бостон» набрал одно очко в матче против «Баффало». Отставание от «Брюинз» стало составлять 23 очка. Это означало, что «Торонто» потерял даже математические шансы на выход в плей-офф.
9 апреля, перед заключительной игрой сезона, из АХЛ был вызван тафгай Колтон Орр. 11 апреля «Торонто» играл против «Монреаль Канадиенс» — эта встреча стала для Орра последней в составе «Мейп Лифс».
12 апреля президент «Торонто» Брэндан Шэнахан объявил об увольнении со своих постов генерального менеджера Дэйва Нониса, исполняющего обязанности главного тренера Питера Хорачека, помощников главного тренера Стива Спотта и Криса Денниса, тренера вратарей Рика Сен-Круа, директора профессиональной скаутской службы Стива Каспера и директора по развитию игроков Джима Хьюза. Стив Стэйос остался менеджером по развитию игроков. Функции генерального менеджера были временно возложены на Кайла Дубаса, Марка Хантера и самого Шэнахана.
20 мая новым главным тренером «Мейпл Лифс» был назначен Майк Бэбкок, до этого тренировавший «Детройт Ред Уингз». Бэбкок заключил с клубом соглашение на восемь лет и сумму 50 млн долларов.

## Прочее
Матч регулярного чемпионата с «Оттавой», назначенный на 22 октября, был отменен из-за нападения на здание парламента Канады в Оттаве. Позднее матч был перенесен на 9 ноября.
23 ноября, в возрасте 71 года, после долгой болезни скончался Пэт Куинн. Куинн два сезона выступал за «Торонто» на позиции защитника. Также он возглавлял «Мейпл Лифс» в качестве тренера с 1998 по 2006 год и в качестве генерального менеджера с 14 июля 1999 по 29 августа 2003 года.
1 декабря был объявлен состав молодёжной сборной Канады на предстоящий чемпионат мира. Одним из игроков сборной стал игрок системы «Торонто» Фредерик Готье, выступающий за «Римуски» в Главной юниорской хоккейной лиге Квебека. Сборная Канады выиграла золотые медали, а Готье в семи матчах отметился одной результативной передачей в четвертьфинале против сборной Дании. За молодёжную сборную России выступал защитник Ринат Валиев, выбранный «Торонто» на драфте 2014 года. Валиев вместе со сборной России завоевал серебряные медали, проведя на турнире семь матчей и набрав в них 3 (0+3) очка. Сборная Швеции заняла четвёртое место на молодёжном чемпионате мира. За шведов играл нападающий Вильям Нюландер, который в семи матчах набрал 10 (3+7) очков.
3 апреля защитник Стефан Робида был отобран для номинации на Билл Мастертон Трофи, но в окончательный список претендентов так и не вошёл.
14 апреля защитник Джейк Гардинер попал в заявку сборной США на чемпионат мира в Чехии.
16 апреля нападающий Джоффри Лупул был отобран для номинации на Кинг Клэнси Трофи.
18 апреля «Эдмонтон Ойлерз» выиграл драфт-лотерею. У «Торонто» остался четвёртый выбор на предстоящем драфте.
На чемпионате мира в Чехии «Торонто» представляли пять игроков в четырёх сборных. Защитник Джейк Гардинер провел на турнире 8 матчей, в которых набрал 1 (1+0) очко и выиграл бронзовые медали. Нападающий Лео Комаров провел на турнире 7 матчей, в которых набрал 3 (2+1) очка, а его сборная Финляндии выбыла на стадии четвертьфинала. Нападающий Юаким Линдстрём и защитник Петтер Гранберг со сборной Швеции дошли также до четвертьфинала. Линдстрём в восьми матчах набрал 5 (2+3) очков, а Гранберг в пяти 1 (0+1) очко. Нападающий Рихард Паник со сборной Словакии не смог выйти из группы. Он в семи матчах чемпионата набрал 2 (0+2) очка.

## Турнирное положение
| М | Команда                | И  | В  | П  | ПО | ВОО | ШЗ  | ШП  | РШ  | Очки |
| - | ---------------------- | -- | -- | -- | -- | --- | --- | --- | --- | ---- |
| 1 | p — Нью-Йорк Рейнджерс | 82 | 53 | 22 | 7  | 49  | 252 | 192 | +60 | 113  |
| 2 | Вашингтон Кэпиталз     | 82 | 45 | 26 | 11 | 40  | 242 | 203 | +39 | 101  |
| 3 | Нью-Йорк Айлендерс     | 82 | 47 | 28 | 7  | 40  | 252 | 230 | +22 | 101  |

| М | Команда                | И  | В  | П  | ПО | ВОО | ШЗ  | ШП  | РШ  | Очки |
| - | ---------------------- | -- | -- | -- | -- | --- | --- | --- | --- | ---- |
| 1 | y — Монреаль Канадиенс | 82 | 50 | 22 | 10 | 43  | 221 | 189 | +32 | 110  |
| 2 | Тампа-Бэй Лайтнинг     | 82 | 50 | 24 | 8  | 47  | 262 | 211 | +51 | 108  |
| 3 | Детройт Ред Уингз      | 82 | 43 | 25 | 14 | 39  | 235 | 221 | +14 | 100  |

| М  | Команда              | Див | И  | В  | П  | ПО | ВОО | ШЗ  | ШП  | РШ   | Очки |
| -- | -------------------- | --- | -- | -- | -- | -- | --- | --- | --- | ---- | ---- |
| 1  | Оттава Сенаторз      | А   | 82 | 43 | 26 | 13 | 37  | 238 | 215 | +23  | 99   |
| 2  | Питтсбург Пингвинз   | С   | 82 | 43 | 27 | 12 | 39  | 221 | 210 | +11  | 98   |
|    |                      |     |    |    |    |    |     |     |     |      |      |
| 3  | Бостон Брюинз        | А   | 82 | 41 | 27 | 14 | 37  | 213 | 211 | +2   | 96   |
| 4  | Флорида Пантерз      | А   | 82 | 38 | 29 | 15 | 30  | 206 | 223 | -17  | 91   |
| 5  | Коламбус Блю Джекетс | С   | 82 | 42 | 35 | 5  | 33  | 236 | 250 | -14  | 89   |
| 6  | Филадельфия Флайерз  | С   | 82 | 33 | 31 | 18 | 30  | 215 | 234 | -19  | 84   |
| 7  | Нью-Джерси Девилз    | С   | 82 | 32 | 36 | 14 | 27  | 181 | 216 | -35  | 78   |
| 8  | Каролина Харрикейнз  | С   | 82 | 30 | 41 | 11 | 25  | 188 | 226 | -38  | 71   |
| 9  | Торонто Мейпл Лифс   | А   | 82 | 30 | 44 | 8  | 25  | 211 | 262 | -51  | 68   |
| 10 | Баффало Сейбрз       | А   | 82 | 23 | 51 | 8  | 15  | 163 | 274 | -113 | 54   |

## Статистика игроков

### Регулярный сезон. Все игроки
| №  | Имя игрока          | Позиция | Страна         | И  | Г  | П  | О  | Штр | +/- |
| -- | ------------------- | ------- | -------------- | -- | -- | -- | -- | --- | --- |
| 81 | Фил Кессел          | П       | Флаг США       | 82 | 25 | 36 | 61 | 30  | -34 |
| 21 | Джеймс ван Римсдайк | Л       | Флаг США       | 82 | 27 | 29 | 56 | 43  | -33 |
| 42 | Тайлер Бозак        | Ц       | Флаг Канады    | 82 | 23 | 26 | 49 | 44  | -34 |
| 43 | Назем Кадри         | Ц       | Флаг Канады    | 73 | 18 | 21 | 39 | 28  | -7  |
| 4  | Коди Франсон        | З       | Флаг Канады    | 55 | 6  | 26 | 32 | 26  | -7  |
| 25 | Майк Санторелли     | Ц       | Флаг Канады    | 57 | 11 | 18 | 29 | 8   | 7   |
| 44 | Морган Райлли       | З       | Флаг Канады    | 81 | 8  | 21 | 29 | 14  | -16 |
| 3  | Дион Фанёф          | З       | Флаг Канады    | 70 | 3  | 26 | 29 | 108 | -11 |
| 47 | Лео Комаров         | Л       | Флаг Финляндии | 62 | 8  | 18 | 26 | 18  | 0   |
| 24 | Питер Холланд       | Ц       | Флаг Канады    | 62 | 11 | 14 | 25 | 31  | 0   |
| 26 | Даниэль Уинник      | Ц       | Флаг Канады    | 58 | 7  | 18 | 25 | 19  | 15  |
| 51 | Джейк Гардинер      | З       | Флаг США       | 79 | 4  | 20 | 24 | 24  | -23 |
| 19 | Джоффри Лупул       | Л       | Флаг Канады    | 55 | 10 | 11 | 21 | 26  | -10 |
| 18 | Рихард Паник        | П       | Флаг Словакии  | 76 | 11 | 6  | 17 | 49  | -8  |
| 71 | Дэвид Кларксон      | П       | Флаг Канады    | 58 | 10 | 5  | 15 | 92  | -11 |
| 20 | Дэвид Бут           | Л       | Флаг США       | 59 | 7  | 6  | 13 | 25  | -8  |
| 46 | Роман Полак         | З       | Флаг Чехии     | 56 | 5  | 4  | 9  | 48  | -22 |
| 12 | Стефан Робида       | З       | Флаг Канады    | 52 | 1  | 6  | 7  | 34  | 8   |
| 55 | Корбиниан Хольцер   | З       | Флаг Германии  | 34 | 0  | 6  | 6  | 25  | 3   |
| 2  | Эрик Брюэр          | З       | Флаг Канады    | 18 | 2  | 3  | 5  | 12  | -4  |
| 23 | Тревор Смит         | Ц       | Флаг Канады    | 54 | 2  | 3  | 5  | 12  | -9  |
| 67 | Брэндон Козун       | П       | Флаг Канады    | 20 | 2  | 2  | 4  | 6   | -3  |
| 15 | Юаким Линдстрём     | Ц       | Флаг Швеции    | 19 | 1  | 3  | 4  | 4   | -7  |
| 50 | Стюарт Перси        | З       | Флаг Канады    | 9  | 0  | 3  | 3  | 2   | -4  |
| 53 | Сэм Кэррик          | Ц       | Флаг Канады    | 16 | 1  | 1  | 2  | 9   | 1   |
| 57 | Эндрю Макуильям     | З       | Флаг Канады    | 12 | 0  | 2  | 2  | 12  | -6  |
| 37 | Кейси Бэйли         | Ц       | Флаг США       | 6  | 1  | 0  | 1  | 2   | 1   |
| 32 | Джош Ливо           | Л       | Флаг Канады    | 9  | 1  | 0  | 1  | 4   | -1  |
| 33 | Тим Эриксон         | З       | Флаг Швеции    | 15 | 1  | 0  | 1  | 6   | -5  |
| 11 | Олли Йокинен        | Ц       | Флаг Финляндии | 6  | 0  | 1  | 1  | 2   | 1   |
| 25 | Ти-Джей Бреннан     | З       | Флаг США       | 6  | 0  | 1  | 1  | 9   | -7  |
| 22 | Зак Силл            | Ц       | Флаг Канады    | 21 | 0  | 1  | 1  | 24  | -2  |
| 45 | Джонатан Бернье     | В       | Флаг Канады    | 58 | 0  | 1  | 1  | 0   | 0   |
| 28 | Колтон Орр          | П       | Флаг Канады    | 1  | 0  | 0  | 0  | 0   | 0   |
| 36 | Грег Маккегг        | Ц       | Флаг Канады    | 3  | 0  | 0  | 0  | 0   | 0   |
| 40 | Трой Боди           | П       | Флаг Канады    | 5  | 0  | 0  | 0  | 5   | 0   |
| 37 | Картер Эштон        | П       | Флаг Канады    | 7  | 0  | 0  | 0  | 0   | -3  |
| 8  | Петтер Гранберг     | З       | Флаг Швеции    | 7  | 0  | 0  | 0  | 6   | 1   |
| 39 | Мэтт Фрэттин        | П       | Флаг Канады    | 9  | 0  | 0  | 0  | 4   | 0   |
| 34 | Джеймс Раймер       | В       | Флаг Канады    | 35 | 0  | 0  | 0  | 2   | 0   |

### Регулярный сезон. Вратари
| №  | Имя игрока      | Страна      | И  | Мин  | ГП  | Ср   | В  | П  | ОТП | %    | Сух |
| -- | --------------- | ----------- | -- | ---- | --- | ---- | -- | -- | --- | ---- | --- |
| 45 | Джонатан Бернье | Флаг Канады | 58 | 3177 | 152 | 2,87 | 21 | 28 | 7   | 91,2 | 2   |
| 34 | Джеймс Раймер   | Флаг Канады | 35 | 1767 | 93  | 3,16 | 9  | 16 | 1   | 90,7 | 0   |

## Состав команды
Состав команды по окончании сезона.
| №  | Страна         | Игрок               | Позиция | Хват   | Возраст | В клубе с |
| -- | -------------- | ------------------- | ------- | ------ | ------- | --------- |
| 45 | Флаг Канады    | Джонатан Бернье     | В       | Левый  | 36 лет  | 2013      |
| 42 | Флаг Канады    | Тайлер Бозак — А    | ЦН      | Правый | 39 лет  | 2009      |
| 2  | Флаг Канады    | Эрик Брюэр          | З       | Левый  | 46 лет  | 2015      |
| 20 | Флаг США       | Дэвид Бут           | ЛН      | Левый  | 40 лет  | 2014      |
| 37 | Флаг США       | Кейси Бэйли         | ЦН      | Правый | 33 года | 2015      |
| 51 | Флаг США       | Джейк Гардинер      | З       | Левый  | 35 лет  | 2011      |
| 43 | Флаг Канады    | Назем Кадри         | ЦН      | Левый  | 34 года | 2009      |
| 81 | Флаг США       | Фил Кессел          | ПН      | Правый | 37 лет  | 2009      |
| 67 | Флаг Канады    | Брэндон Козун       | ПН      | Правый | 35 лет  | 2014      |
| 47 | Флаг Финляндии | Лео Комаров         | ЛН      | Левый  | 38 лет  | 2014      |
| 15 | Флаг Швеции    | Юаким Линдстрём     | ЛН      | Левый  | 41 год  | 2015      |
| 19 | Флаг Канады    | Джоффри Лупул — А   | ПН      | Правый | 41 год  | 2011      |
| 57 | Флаг Канады    | Эндрю Макуильям     | З       | Левый  | 35 лет  | 2008      |
| 28 | Флаг Канады    | Колтон Орр          | ПН      | Правый | 43 года | 2009      |
| 18 | Флаг Словакии  | Рихард Паник        | ПН      | Левый  | 34 года | 2014      |
| 46 | Флаг Чехии     | Роман Полак — А     | З       | Правый | 39 лет  | 2014      |
| 44 | Флаг Канады    | Морган Райлли       | З       | Левый  | 31 год  | 2012      |
| 34 | Флаг Канады    | Джеймс Раймер       | В       | Левый  | 37 лет  | 2006      |
| 21 | Флаг США       | Джеймс ван Римсдайк | ЛН      | Левый  | 36 лет  | 2012      |
| 12 | Флаг Канады    | Стефан Робида — А   | З       | Правый | 48 лет  | 2014      |
| 22 | Флаг Канады    | Зак Силл            | ЦН      | Левый  | 37 лет  | 2015      |
| 23 | Флаг Канады    | Тревор Смит         | ЦН      | Левый  | 40 лет  | 2013      |
| 3  | Флаг Канады    | Дион Фанёф — К      | З       | Левый  | 40 лет  | 2010      |
| 24 | Флаг Канады    | Питер Холланд       | ЦН      | Левый  | 34 года | 2013      |
| 9  | Флаг Канады    | Натан Хортон        | ПН      | Правый | 40 лет  | 2015      |
| 33 | Флаг Швеции    | Тим Эриксон         | З       | Левый  | 34 года | 2015      |

## Изменения в составе

### Свободные агенты
| Дата             | Игрок                | Прежний клуб              | Контракт        | Сумма     |
| ---------------- | -------------------- | ------------------------- | --------------- | --------- |
| 1 июля 2014      | Лео Комаров (ЛН)     | Динамо Москва             | 4 года          | 11,8 млн  |
| 1 июля 2014      | Стефан Робида (З)    | Анахайм Дакс              | 3 года          | 9 млн     |
| 3 июля 2014      | Петри Контиола (ЦН)  | Трактор Челябинск         | 1 год           | 1,1 млн   |
| 3 июля 2014      | Майк Санторелли (ПН) | Ванкувер Кэнакс           | 1 год           | 1,5 млн   |
| 22 июля 2014     | Дэвид Бут (ПН)       | Ванкувер Кэнакс           | 1 год           | 1,1 млн   |
| 28 июля 2014     | Даниэль Уинник (ЛН)  | Анахайм Дакс              | 1 год           | 1,3 млн   |
| 20 сентября 2014 | Коди Донахи (З)      | Квебек Ремпартс           | 3 года, новичка | 1,850 млн |
| 21 марта 2015    | Никита Сошников (ПН) | Атлант                    | 3 года, новичка | [ 59 ]    |
| 21 марта 2015    | Кейси Бэйли (ПН)     | Университет Пеннсильвании | 2 года, новичка | [ 60 ]    |

| Дата           | Игрок                | Новый клуб          |
| -------------- | -------------------- | ------------------- |
| 1 июля 2014    | Дэйв Болланд (ЦН)    | Флорида Пантерз     |
| 1 июля 2014    | Мэйсон Рэймонд (ЛН)  | Калгари Флэймз      |
| 1 июля 2014    | Дрю Макинтайр (В)    | Каролина Харрикейнз |
| 2 июля 2014    | Джей Макклемент (ЦН) | Каролина Харрикейнз |
| 2 июля 2014    | Тим Глисон (З)       | Каролина Харрикейнз |
| 2 июля 2014    | Николай Кулёмин (ЛН) | Нью-Йорк Айлендерс  |
| 15 июля 2014   | Пол Рейнджер (З)     | Женева-Серветт      |
| 20 ноября 2014 | Петри Контиола (ЦН)  | Локомотив Ярославль |
| 1 мая 2015     | Юаким Линдстрём (ЦН) | СКА Санкт-Петербург |

### Обмены
| Дата            | В Торонто                                                    | Из клуба             | Взамен                                |
| --------------- | ------------------------------------------------------------ | -------------------- | ------------------------------------- |
| 28 июня 2014    | Роман Полак (З) выбор в 4 раунде 2014                        | Сент-Луис Блюз       | Карл Гуннарссон (З)                   |
| 6 февраля 2015  | выбор в 7 раунде 2016                                        | Тампа Бэй Лайтнинг   | Картер Эштон (ПН) Дэвид Бролл (ЛН)    |
| 15 февраля 2015 | Олли Йокинен (ЦН) Брендан Лайпсик (ЦН) выбор в 1 раунде 2015 | Нэшвилл Предаторз    | Коди Франсон (З) Майк Санторелли (ЦН) |
| 25 февраля 2015 | Зак Силл (ЦН) выбор в 4 раунде 2015 выбор во 2 раунде 2016   | Питтсбург Пингвинз   | Даниель Уинник (ЛН)                   |
| 26 февраля 2015 | Ти-Джей Бреннан (З)                                          | Чикаго Блэкхокс      | Спенсер Эббот (ПН)                    |
| 26 февраля 2015 | Натан Хортон (ЦН)                                            | Коламбус Блю Джекетс | Дэвид Кларксон (ПН)                   |
| 2 марта 2015    | Юаким Линдстрём (ЦН) выбор в 6 раунде 2016                   | Сент-Луис Блюз       | Олли Йокинен (ЦН)                     |
| 2 марта 2015    | Эрик Брюэр (З) выбор в 5 раунде 2016                         | Анахайм Дакс         | Корбиниан Хольцер (З)                 |

### Драфт отказов
| Дата           | Игрок             | Прежний клуб       |
| -------------- | ----------------- | ------------------ |
| 9 октября 2014 | Рихард Паник (ПН) | Тампа Бэй Лайтнинг |
| 1 марта 2015   | Тим Эриксон (З)   | Чикаго Блэкхокс    |

### Продление контрактов
| Дата            | Имя             | Контракт            | Сумма     |
| --------------- | --------------- | ------------------- | --------- |
| 3 июля 2014     | Трой Боди       | 1 год, двусторонний | 600 тыс.  |
| 10 июля 2014    | Ринат Валиев    | 3 года, новичка     | 2,775 млн |
| 10 июля 2014    | Тревор Смит     | 1 год               | 550 тыс.  |
| 16 июля 2014    | Питер Холланд   | 2 года              | 1,550 млн |
| 16 июля 2014    | Картер Эштон    | 1 год, двусторонний | 850 тыс.  |
| 21 июля 2014    | Коди Франсон    | 1 год               | 3,3 млн   |
| 25 июля 2014    | Джеймс Раймер   | 2 года              | 4,6 млн   |
| 29 июля 2014    | Джейк Гардинер  | 5 лет               | 20,25 млн |
| 21 июля 2014    | Вильям Нюландер | 3 года, новичка     | 5,325 млн |
| 9 сентября 2014 | Спенсер Эббот   | 1 год, двусторонний | 575 тыс.  |

### Драфт НХЛ
| Раунд | Общий номер | Игрок                | Национальность |
| ----- | ----------- | -------------------- | -------------- |
| 1     | 8           | Вильям Нюландер (ЦН) | Швеция         |
| 3     | 68          | Ринат Валиев (З)     | Россия         |
| 4     | 103         | Джон Пиккинич (ПН)   | США            |
| 5     | 128         | Дакота Джошуа (ЦН)   | США            |
| 6     | 158         | Нолан Веси (ЛН)      | США            |
| 7     | 188         | Пьерр Энгвалль (ЛН)  | Швеция         |